# نائومی جی. اوگاوا
نائومی جید اوگاوا (انگلیسی: Naomi Jade Ogawa؛ زادهٔ ۳ اوت ۱۹۹۶) بازیگر انگلیسی ژاپنی است. او بیشتر به خاطر ایفای نقش در مجموعه نتفلیکس ونزدی (۲۰۲۲) شناخته می‌شود.

## زندگی اولیه
اوگاوا در مرکز لندن به دنیا آمد و پدرش انگلیسی و مادرش ژاپنی است. او در دوران کودکی به خاطر مهاجرت‌های خانوادگی، در چندین مدرسه بین‌المللی مختلف در اروپا تحصیل کرد. سپس در مدرسه شبانه‌روزی راس در نیویورک ثبت نام کرد، جایی که علاقه‌اش به بازیگری به شکلی غیرمنتظره از طریق شرکت در یک نمایش موزیکال مدرسه‌ای شکل گرفت. پس از آن به لندن بازگشت تا برای ورود به مدرسه بازیگری آزمون دهد. پس از دو سال تلاش، در اولین انتخاب خود پذیرفته شد و در نهایت در سال ۲۰۱۹ از مرکز درام لندن با مدرک کارشناسی در رشته بازیگری فارغ‌التحصیل شد.

## حرفه

### بازیگری
اوگاوا که در ابتدا با نام نائومی تانکل شناخته می‌شد، اولین حضور سینمایی خود را با بازی در نقش کیت در فیلم علمی تخیلی آسمان‌های شهر (۲۰۲۰) به کارگردانی لیام اودانل تجربه کرد. در سال ۲۰۲۲، اوگاوا برای نخستین نقش اصلی تلویزیونی خود به عنوان خون‌آشام یورکو تاناکا در مجموعه نتفلیکس ونزدی به کارگردانی تیم برتون انتخاب شد. در مه ۲۰۲۴ گزارش شد که اوگاوا در فصل دوم مجموعه ونزدی حضور نخواهد داشت.

### فعالیت‌های دیگر
در سال ۲۰۲۳، اوگاوا به عنوان چهرهٔ کالکشن وایلد لدا از برند روبرتو کاوالی انتخاب شد. همچنین او مجری پادکست‌های مسائل هویتی و مسیر نِی بوده است. او همچنین مربی شخصی تناسب اندام دارای مدرک معتبر است.

## فیلم‌شناسی
| سال  | عنوان        | نقش         | توضیحات          |
| ---- | ------------ | ----------- | ---------------- |
| ۲۰۲۰ | آدم‌کش        | معشوقه      | فیلم کوتاه       |
| ۲۰۲۰ | آسمان‌های شهر | کیت         |                  |
| ۲۰۲۲ | ونزدی        | یوکو تاناکا | مجموعه تلویزیونی |